# NGC 4199-2
NGC 4199-2 is een elliptisch sterrenstelsel in het sterrenbeeld Grote Beer. Het hemelobject werd op 17 april 1789 ontdekt door de Duits-Britse astronoom William Herschel.

## Synoniemen
- UGC 7253
- MCG 10-18-11
- ZWG 292.84
- ZWG 293.5
- VV 183
- PGC 200285